# Coëlho - Zakwoordenboek der Geneeskunde

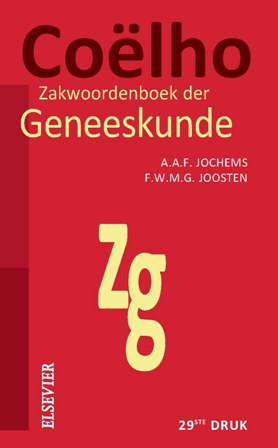
Omslag Coëlho – Zakwoordenboek der Geneeskunde – 29e druk

Het Zakwoordenboek der Geneeskunde ook bekend als de Coëlho of het rode boekje, is een naslagwerk voor mensen die door studie of beroepshalve met de medische terminologie te maken hebben. Het bevat ruim 40.000 medische termen. De Coëlho wordt sinds de 32e druk in 2016 uitgegeven door Bohn Stafleu van Loghum. Eerdere uitgevers waren Elsevier en Van Goor & Zonen.
De uitgave werd tussen 1937 en 1946 samengesteld door dokter M.B. Coëlho onder de titel Practisch verklarend zakwoordenboek der geneeskunde. Na het overlijden van Coëlho in 1947 werden de 3e en 4e druk verzorgd door dr. P.H. van Rooijen. Van 1956 tot 1989 werden de 5e tot en met de 23e druk bewerkt door de arts G. Kloosterhuis. Vanaf de 24e druk is de bewerking in handen van drs. A.A.F. Jochems, medisch bioloog/docent en drs. F.W.M.G. Joosten, arts/docent.
In 2012 verscheen de 30e druk, in 2018 de 33e druk. Ook bestaat er een internetversie van het boek.